# ناصر بن محمد بن حمد آل معمر
الأمير ناصر ابن الأمير محمد ابن الأمير حمد ابن الأمير عبد الله آل معمر هو الأمير الثاني عشر لإمارة العيينة، وقد تولى الحكم بعد عمه الأمير عبد الله بن حمد، واستمر بالحكم حتى مقتله في سنة 1084 للهجرة.